# Saldabilità
La saldabilità è una proprietà tecnologica di alcuni materiali (principalmente metallici, ma anche alcuni plastici) consistente nell'attitudine nel realizzare una giunzione (cioè un'unione fisico-chimica) tra elementi dello stesso materiale (saldatura omogenea) o elementi di materiale diverso (saldatura eterogenea) quando questi sono sottoposti a calore. 
Lo scopo della saldatura è di ottenere un collegamento stabile nel tempo (o per lo meno per un tempo predefinito e calcolabile) e che possegga caratteristiche fisico-chimiche capaci di permetterne un impiego sicuro e affidabile. La saldatura non deve pregiudicare la funzionalità della microstruttura che si viene a formare durante il raffreddamento; un materiale saldabile, infatti, dovrebbe originare giunzioni: con resistenza meccanica pari o superiore a quella dei materiali originari, tenaci e prive di difetti critici.

## Saldabilità nei metalli
La saldatura dei metalli avviene unendo due giunti mediante la fusione degli stessi (saldatura autogena) o tramite metallo d'apporto (cioè aggiunto e usato appositamente per la saldatura). Un esempio di lega metallica saldabile è l'acciaio con basso contenuto di carbonio; esempi di materiali metallici non saldabili, invece, sono l'acciaio ad alto contenuto di carbonio (durante il raffreddamento potrebbe formarsi la martensite che è fragile).